# Тифлопедагогіка
Тифлопедагогіка (від грец. τυφλός — сліпий і педагогіка) — галузь педагогіки, що вивчає процеси навчання й виховання сліпих і слабозорих дітей та підготовки їх до трудової діяльності. Є частиною загальної педагогіки і одним із розділів дефектології.
Тифлопедагогіка є розділом загальної педагогіки. Вона базується на філософії, вченні І. М. Сеченова і І. П. Павлова про вищу нервову діяльність, принципах гуманістичного виховання та загальних дидактичних принципах навчання, з урахуванням своєрідності розвитку дітей і дорослих з порушенням зору.

## Історія тифлопедагогіки
До революції 1917 року були створені передумови для створення системи навчання та виховання сліпих дітей.
У радянський період була створена диференційована система навчання і виховання дітей з порушеннями зору. Були написані фундаментальні роботи з тифлопедагогіки:
- Земцова М. І. Шляхи компенсації сліпоти в процесі пізнавальної та трудової діяльності;
- Муратов Р. С. Компенсація і корекція дефекту зору за допомогою технічних засобів в процесі шкільного навчання сліпих і слабозорих;
- Касаткін Л. Ф. Формування рухових функцій у сліпих дітей і шляхи подолання недоліків фізичного розвитку в процесі шкільного навчання;
- Моргуліс Ілля Семенович Теоретичні основи корекційно-виховного процесу в молодших класах школи сліпих;
- Агєєв Є. Д. Організаційно-педагогічні основи соціально-трудової реабілітації осіб з глибокими порушеннями зору;
- Єрмаков В. П. Наукові основи навчання сліпих і слабозорих учнів спеціальної графіку і її роль в підготовці до трудової діяльності;
- Семенов Л. А. Педагогічні основи вдосконалення фізичного виховання сліпих школярів.

Педагогіка є частиною дефектології. Її розглядають як інтегративну науку: на стику педагогіки, психології та медицини, що займається питаннями вивчення, виховання і навчання людини з відхиленнями у розвитку і включає в себе блоки[джерело?]: медико-біологічних і психолого-педагогічних наук, заради однієї мети — виховання людини з відхиленнями у розвитку.
У сучасних умовах можна умовно розділити дефектологію на навчання про вивчення, виховання та навчання різних категорій людей з відхиленнями у розвитку. Одним з таких навчань є тифлологія, яка об'єднує медико-біологічні та психолого-педагогічні науки, що займаються питаннями вивчення, навчання та виховання дітей з порушеннями зору. Серед даних наук можна назвати офтальмологію, невропатологію, психіатрію, нейрофізіологію (медико-біологічні науки); тифлопсихологію, тифлопедагогіку (психолого-педагогічні науки).
Ключове місце в тифлології займає тифлопедагогіка. На обґрунтування адекватних способів і методів педагогічного впливу, які реалізуються в тифлопедагогіці, спрямовані всі перераховані медико-біологічні та психологічні науки.

## Тифлопедагогіка як наука

### Завдання тифлопедагогіки як науки
Завданням тифлопедагогіки як науки є розробка наступних основних проблем[джерело?]:
- психолого-педагогічне та клінічне вивчення осіб з глибокими порушеннями зору;
- з'ясування типології порушень функцій зору і аномалій психічного і фізичного розвитку при цих порушеннях;
- шляхи і умови компенсації, корекції і відновлення порушених і недорозвинених функцій при сліпоті і слабовидения; вивчення умов формування і всебічного розвитку особистості при різних формах порушення функцій зору;
- розробка змісту, методів і організації навчання основам наук, політехнічної, трудової та професійної підготовки сліпих і слабозорих;
- визначення типів і структури спеціальних установ для їх навчання і виховання;
- розробка наукових основ побудови навчальних планів, програм, підручників, приватних методик;
- створення спеціальних технічних засобів, що сприяють розширенню пізнавальних можливостей осіб з порушеним зором, підвищенню ефективності їх навчання і підготовки до праці в сучасному суспільстві;
- розробка системи гігієнічних заходів з охорони і розвитку неповноцінного зору (нормативів освітленості, режиму зорової навантаження і ін.);
- проектування спеціальних будівель для навчання, виховання і трудової підготовки.

### Методи дослідження тифлопедагогіки
- Спостереження за процесом навчання, виховання і розвитку дітей
- Природний, навчальний, лабораторний і психолого-педагогічний експеримент
- Бесіди
- Аналіз учнівських робіт (письмових робіт, зразків різних видів образотворчої та трудової діяльності та ін.)

B процесі виховання дітей дошкільного віку здійснюються всебічний розвиток, корекція дефектів психічного і фізичного характеру, підготовка до шкільного навчання.
У шкільному віці діти здобувають загальну середню і політехнічну освіту в обсязі загальноосвітньої школи, духовно-моральне, фізичне, естетичне виховання, соціально-психологічну і трудову підготовку.
Навчання дорослих з порушенням зору має на меті підвищення рівня освіти і соціально-трудового статусу. Воно організовується з урахуванням віку, сфери виробничої зайнятості, життєвого і практичного досвіду, рівня загальноосвітньої підготовки.
До спеціальних засобів навчання і виховання відносяться: положення про дошкільні установи і школи, навчальні плани і програми, форми, методи, дидактичні засоби наочності і тифлотехнічні пристрої.
Тифлопедагогіка спирається на суміжні з нею науки: загальну педагогіку, дефектологію, тифлопсіхологію, патофизиологію, офтальмологію, шкільну гігієну, педіатрію, дитячу психоневрологію та ін.
Сучасна педагогіка має в своєму розпорядженні науково обґрунтовані положення, що розкривають шляхи попередження і подолання недоліків та аномалій розвитку, механізми і умови, компенсації порушених функцій, форми, зміст і методи диференційованого навчання осіб різного віку з глибокими порушеннями зору.

## Відомі тифлопедагоги і тифлопсихологи
Зарубежні
- Валентин Гаюї
- Луї Брайль
- Самуел Хауї

Вітчизняні
- Моргуліс Ілля Семенович
- Царик Ніля Савівна
- Соколянський Іван Панасович